# Da lui toi
Da lui toi (打擂台), comercialitzada internacionalment com Gallants, és una pel·lícula de comèdia d’acció de Hong Kong del 2010 dirigida per Derek Kwok i Clement Cheng, protagonitzada per Leung Siu-lung, Chen Kuan-tai i Teddy Robin. La pel·lícula està ambientada en els temps moderns, però és a l'estil de les comèdies d'acció de Hong Kong dels anys 60 i 70. La pel·lícula es va estrenar al Festival de Cinema de Hong Kong el 26 de març de 2010. La pel·lícula ha rebut crítiques favorables als seus espectacles de festivals a Amèrica del Nord.

## Argument
A l'actual Hong Kong, Leung King-cheung (Wong You-nam) va rebre una feina de la seva empresa immobiliària per gestionar una disputa en un poble dels Nous Territoris. Leung arriba i es troba amb dos vells artistes marcials, Tiger (Leung Siu-lung) i Dragon (Chen Kuan-tai), que estan sent assetjats pel jove Chung Sang-mang (MC Jin) i la seva tripulació. Chung vol que el Drac i el Tigre venguin el contracte d'arrendament d'una casa de te que va ser usada com a dojo d'entrenament pel seu mestre en coma Law San (Teddy Robin). Quan Law es desperta de sobte del coma de 30 anys, està decidit a reiniciar la seva escola enfrontant-se a Chung i al seu mestre Pong Ching (Michael Chan).

## Producció
Gallants és el debut com a director de Clement Cheng i la tercera pel·lícula del seu amic director Derek Kwok, així com el debut en la producció de l'actor Gordon Lam. La pel·lícula està produïda per Focus Films d'Andy Lau, amb Lau també com a productor executiu.
Gallants es va concebre originalment com un grup musical als anys 60 i 70. Un membre pateix un ictus i comença a adonar-se que no ha fet res d'importància a la seva vida. Sentint que podria morir aviat, el seu últim desig és tornar a la seva joventut, trobar tots els seus amics i fer un darrer espectacle. Com que els costava vendre la història sobre músics, els escriptors van canviar el tema de la trama tractant-se de mestres de kung fu. Per al repartiment, Cheng i Kwok van considerar que si no podien aconseguir els actors Chen Kuan-tai i Bruce Leung, no farien la pel·lícula.
Gallants va ser rodada en 18 dies.

## Llançament
Gallants es va estrenar al Festival Internacional de Cinema de Hong Kong el 26 de març de 2010. Es va estrenar a la Xina i Hong Kong el 4 de juny de 2010. Gallants es va estrenar a Amèrica del Nord al Festival de Cinema Asiàtic de Nova York el 6 de juliol de 2010. A Hong Kong, Gallants va ser la tercera pel·lícula més taquillera del seu cap de setmana d'obertura. Va recaptar un total de 585.848 dòlars en el seu recorregut en sales.

## Recepció
Variety va elogiar els actors de Gallants, destacant el carisma de Bruce Leung i Chen Kuan-tai mentre va dir que Teddy Robin "roba el programa". Film Business Asia va donar a Gallants una puntuació de 6 sobre 10, anomenant-la un "homenatge simpàtic però massa fluix a les pel·lícules d'arts marcials de Hong Kong dels anys 60 i 70." L'Independent Film Channel va donar a la pel·lícula una crítica positiva, assenyalant: "Això podria haver estat un exercici de nostàlgia barata, i no ho és. Presa completament per si sola, és una pel·lícula totalment entretinguda i emotiva sobre l'amistat i envellir." The Montreal Gazette va donar a la pel·lícula tres estrelles i mitja, elogiant les habilitats còmiques de Bruce Leung i Chen Kuan-tai, afirmant que  Gallant "té un munt de gags reeixits, si n'hi ha alguns que semblen una mica massa adequats per a Nickelodeon a l'hora de màxima audiència." La revista Now va donar a la pel·lícula una qualificació de quatre sobre cinc, qualificant-la de "salutació molt entretinguda a velles llegendes" comparant la pel·lícula amb Kung Fu Hustle. Gallants va guanyar el premi a la millor pel·lícula i millor actor (Teddy Robin) a la 17a edició dels premis de la Societat de Crítics de Cinema de Hong Kong Film. Als 30ns Premis de Cinema de Hong Kong, Gallants va rebre el premi a la millor pel·lícula.